# Paleśnica (gromada)
Paleśnica (do 30 XII 1961 Olszowa) – dawna gromada, czyli najmniejsza jednostka podziału terytorialnego Polskiej Rzeczypospolitej Ludowej w latach 1954–1972.
Gromady, z gromadzkimi radami narodowymi (GRN) jako organami władzy najniższego stopnia na wsi, funkcjonowały od reformy reorganizującej administrację wiejską przeprowadzonej jesienią 1954 do momentu ich zniesienia z dniem 1 stycznia 1973, tym samym wypierając organizację gminną w latach 1954–1972.
Gromadę Paleśnica z siedzibą GRN w Paleśnicy utworzono 31 grudnia 1961 roku w powiecie brzeskim w woj. krakowskim w związku z przeniesieniem siedziby GRN gromady Olszowa z Olszowej do Paleśnicy i przemianowaniem jednostki na gromada Paleśnica.
W kwietniu 1969 dla gromady ustalono 15 członków gromadzkiej rady narodowej. 1 stycznia 1970 gromada składała się ze wsi: Borowa, Dzierżaniny, Jamna, Olszowa i Paleśnica.
Gromada przetrwała do końca 1972 roku, czyli do kolejnej reformy gminnej.